# CELL DIVISION Keep on doing
CELL DIVISION Keep on doingは、佐伯カズナ（CV：鈴木達央）と倉橋トキヤ（CV：羽多野渉）がパーソナリティを務めるラジオ番組（アニラジ）である。
2006年12月、Vステーション冬の陣に初参加。2007年9月29日放送分を最後に終了した。

## メインコーナー
雑男ROOM !!
みんなからのお便りをもとに、ざっくばらんに語る！
今週のボッキソング

### 過去のコーナー
恋ドラ収集家
あなたの恋愛相談をちょっとしたドラマで再現します。

## 放送時間
- ラジオ大阪
毎週土曜日 24:00 - 24:30（2007年4月より）
- ラジオ日本
毎週月曜日 25:00 - 25:30
- ネット放送
毎週金曜日（ネット更新はメインコーナー&パーソナリティ直筆メッセージのみ）